# Храбрый заяц (мультфильм, 1937)
«Храбрый заяц» — советский чёрно-белый мультфильм по мотивам негритянской сказки «О кролике Освальде». Снят режиссёром Александром Евмененко совместно с Василием Алексеевым и Александрой Снежко-Блоцкой (её режиссёрский дебют). Фильм не сохранился.

## Создатели
| сценарий      | М. Кулагин                                                       |
| режиссёры     | Александр Евмененко, Александра Снежко-Блоцкая, Василий Алексеев |
| оператор      | К. Крылова                                                       |
| композитор    | Юрий Никольский                                                  |
| звукооператор | С. Ренский                                                       |

## О мультфильме
Как известно, тяжёлое положение с сохранностью довоенного советского фильмофонда затрагивает и анимацию. Немалое число анимационных фильмов, снятых до 1936 года, рассматриваются сейчас в исследованиях и упоминаются в фильмографиях как несохранившиеся. После создания киностудии «Союзмультфильм», в период с 1936 по 1945 гг., положение улучшилось, но некоторые фильмы, выпущенные киностудией в это время, до нас не дошли: «Привет героям!» Б. Дёжкина, Г. Филиппова, Н. Воинова — 1937; «Кого мы били» П. Сазонова и И. Иванова-Вано (по другим данным — Д. Бабиченко) — 1937; «Журнал политсатиры № 1» с сюжетами И. Иванова-Вано, А. Иванова, Л. Амальрика, В. Полковникова, Д. Бабиченко — 1938; «Храбрый заяц» А. Евмененко — 1937.— Георгий Бородин, Киноведческие записки № 52

## Технические данные
- чёрно-белый, звуковой